# Échelle de Hartmann et Neukum

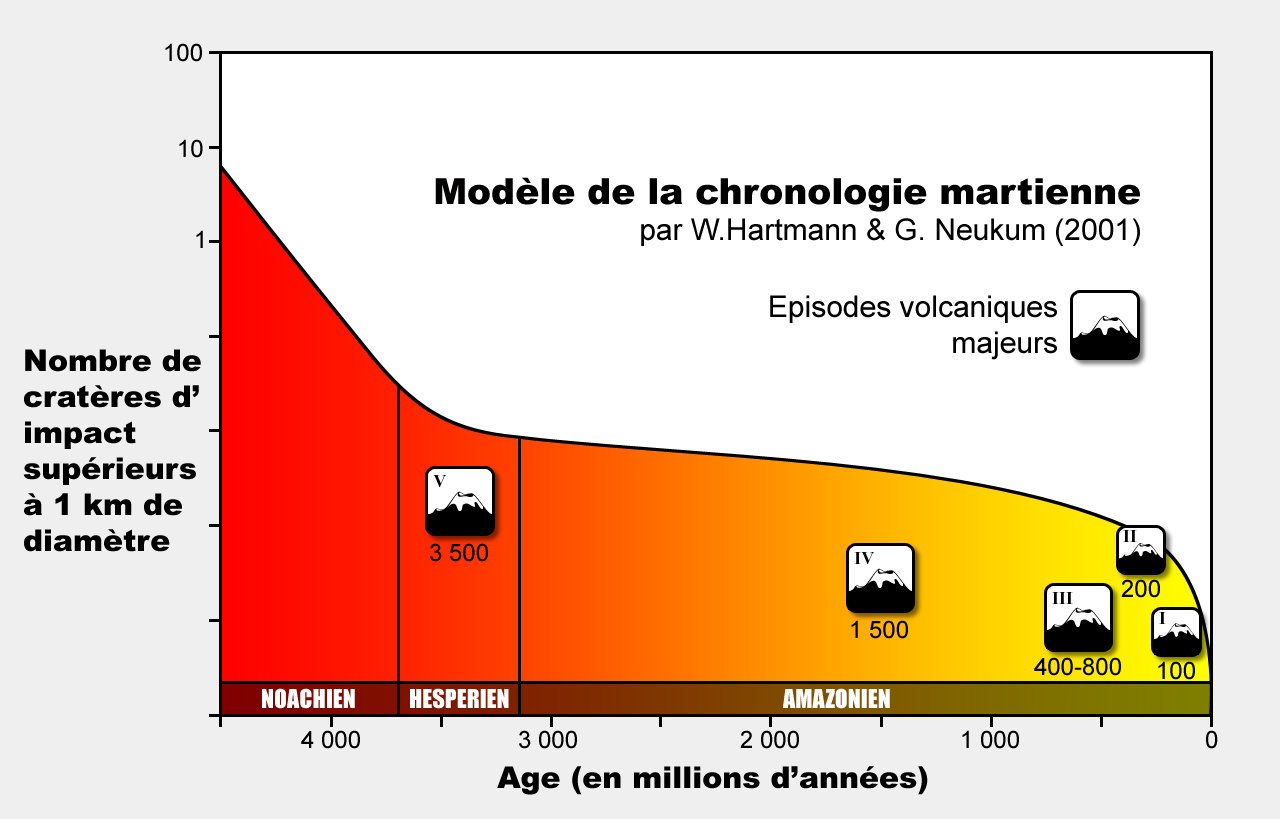
Époques géologiques de Mars selon Hartmann et Neukum.

L'échelle de Hartmann et Neukum est une échelle des temps géologiques martiens proposée en 2001. Elle est issue des travaux de Gerhard Neukum, planétologue de l'université libre de Berlin, complétant par des données volcanologiques et minéralogiques les analyses fondées sur la densité et la morphologie des cratères d'impact du sol martien, à l'origine de l'échelle de Hartmann « standard » qui remonte aux années 1970 et aux survols des sondes du programme Mariner, à commencer par Mariner 4 en 1965.

## Épisodes volcaniques martiens
L'analyse des données recueillies par la sonde Mars Express de l'ESA permettrait d'identifier cinq épisodes volcaniques à la surface de Mars, la première étant de loin la plus importante, autour de 3,5 milliards d'années, d'où une datation des périodes — ou éons — rendant compte d'un raccourcissement notable de l'Hespérien par rapport à l'échelle de Hartmann standard (dates ci-dessous en millions d'années) :

## Chronostratigraphie minéralogique des terrains martiens
L'instrument OMEGA — Observatoire pour la Minéralogie, l'Eau, les Glaces et l'Activité — de Mars Express a permis d'analyser de façon exhaustive la nature minéralogique des terrains martiens, apportant une série de données complémentaires pour établir l'histoire géologique de la planète de façon indépendante de la cratérisation de sa surface,. Ces études ont conduit l'équipe de l'astrophysicien français Jean-Pierre Bibring, responsable d'OMEGA à l'ESA, à proposer un système « chronostratigraphique » fondé sur trois éons :
La datation précise de ces éons demeure largement incertaine, et l'analyse détaillée des résultats d'OMEGA suggère en fait une discontinuité entre le Phyllosien et le Theiikien, faisant coïncider le début de ce dernier avec l'Hespérien de la géologie martienne tout en maintenant une durée moindre pour le Phyllosien que pour le Noachien, ce qui conduit du même coup à réajuster la définition des époques géologiques martiennes :
Cette discontinuité, qui coïnciderait plus ou moins avec l'hypothétique « grand bombardement tardif » (LHB en anglais, daté plutôt entre 4,1 et 3,8 milliards d'années), matérialiserait en fait l'époque d'activité volcanique maximum, qui se prolongerait au Theiikien en disparaissant progressivement au fur et à mesure que la planète aurait perdu l'essentiel de son activité interne.